# Cardioglossa nigromaculata
Cardioglossa nigromaculata е вид жаба от семейство Arthroleptidae. Видът е почти застрашен от изчезване.

## Разпространение
Разпространен е в Камерун и Нигерия.

## Описание
Популацията на вида е намаляваща.